# Matthias Pech
Matthias Pech ist ein deutscher Kirchenmusiker und Organist.

## Leben
Er besuchte das Otto-Hahn-Gymnasium in Gifhorn und studierte von 1985 bis 1991 Kirchenmusik an der Musikhochschule Lübeck (Orgel bei Martin Haselböck, Cembalo bei Hans-Jürgen Schnoor, Dirigieren). Während des Studiums belegte er Meisterkurse bei Eric Ericsson, Helmuth Rilling, Daniel Roth, Jacques van Oortmerssen, nahm an Orgelakademien bei Winfried Berger (Orgel) und Anna Kuwertz (Dispokinesis) teil und war Assistent im Oratorienchor bei Berthold Mindner.
Von Juli 1991 bis Oktober 1994 war Matthias Pech als Kantor und Organist an der Kirche St. Laurentius in Tönning, von November 1994 bis Dezember 2002 als Kreiskantor an der Stadtkirche „St. Johannis-der-Täufer“ in Walsrode und ab 2003 als Kantor und Organist in Stralsund in der St.-Nikolai-Kirche tätig. Seit 2013 ist er zudem Kreiskantor in der Propstei Stralsund im Pommerschen Evangelischen Kirchenkreis. Im Jahr 2016 wurde er zum Kirchenmusikdirektor ernannt.

## Werke
- Förderverein St. Nikolai (Hrsg.): Die Buchholz-Orgel in St. Nikolai zu Stralsund. Matthias Pech spielt Werke von Felix Mendelssohn Bartholdy, Albert Becker, Adolf Friedrich Hesse, Richter, Gustav Adolf Merkel, Ludwig Hermann Otto Finzenhagen und August Gottfried Ritter. CD.[2]
- Förderverein St. Nikolai (Hrsg.): Die Buchholz-Orgel in St. Nikolai zu Stralsund. Festschrift zur Wiedereinweihung 2006.[3]
- Matthias Pech: Die Buchholz-Orgel in Stralsunds Orgellandschaft, eine Buchholz-Orgel am Scheideweg. In: Musik und Kirche, 2004, Heft 5, Seite 308–311.